# Кузнецов, Александр Григорьевич (георгиевский кавалер)
Александр Григорьевич Кузнецов (1877 — 23 октября 1961)— Георгиевский кавалер, участник Великой и Гражданской войны, Председатель Объединения лейб-гренадерского Эриванского полка. Член Союза Георгиевских кавалеров, Союза русских военных инвалидов во Франции.

## Биография
Православный христианин, 20 августа1877 года рождения.
Из крестьян Бакинской губернии. Образование получил в Киевском военном училище по 1 разряду со старшинством с 13 августа 1897 г., направлен в 13- Эриванский полк подпоручиком. На период 1909—1910 годов он штабс-капитан 13-го лейб-гренадерского Эриванского Его Величества полка урочище Манглиси Кавказ Тифлисской губернии (Грузия). Участник торжеств по случаю трёхсотлетия дома Романовых в Костроме (1913). 8 августа 1914 года переведен из капитанов в подполковники. 18 августа 1914 год выступил в составе своего полка в военный поход из ур. Манглис в качестве командира 3-й роты. 21 сентября 1914 год был назначен командиром 3-го батальона. Участвовал в боях в Восточной Пруссии.
За героизм и доблесть был награждён Орденом Святого Георгия Победоносца IV степени со следующей реляции:

« Подполковник Александр Кузнецов за то, что, командуя в бою 16 октября 1914 г., под г. Сувалками, батальон, когда немцы, обстреляв наши пехотные части, находившиеся в окопах, перешли в атаку и вследствие значительного превосходства в силах, стали теснить наши части, образовав в нашем боевом порядке прорыв, под убийственным огнём противника, непосредственно лично распределяя и распоряжаясь частями своего б-на, рядом решительных и энергичных мер не допустил неприятеля воспользовался прорывом, а затем перешел в штыки, оттеснив немцев от предотвратил потерю всей позиции, но и вызвал отступление неприятеля.»— «Русский Инвалид» № 83 от 14 апреля.
Принимал участие в заключительной фазе Лодзинской операции 29 октября 1914 года был тяжело ранен в грудь под городом Сохачевым, попал в германский плен. По возвращении из плена в 1918 году полковник Кузнецов вошёл в ряды Белой Гвардии, принимая активное участие в возрождении Эриванского гренадерского полка в который поступил в качестве начальника хозяйственной части, после смерти командира полка полковника Пильберга возглавил полк. В начале 1920 году заболел тифом и был эвакуирован из Новороссийска во Францию. В эмиграции — Председатель Объединения лейб-гренадерского Эриванского полка. Выступал с докладами на собраниях Объединения. Член Союза Георгиевских кавалеров, Союза русских военных инвалидов во Франции.
Умер 23 октября 1961 года и похоронен на кладбище в Монморанси (под Парижем).
| Документалистика Обстоятельства пленения со слов А. Г. Кузнецова. "К вечеру 28 ноября, правый фланг моего б-на был совершенно обнажен, мне пришлось взять взвод с моего левого фланга и рассыпать его, почти, под прямым углом за своим правым флангом. К полуночи подошли наши Кавказские стрелки, которых мне было приказано расположить правее меня. Руководя лично расположением стрелков, я провозился с этим делом почти до зари и как только вернулся к б-ну, начался обстрел; сначала редкий, а когда рассвело, огонь очень усилился и, видно было, что готовится атака. Действительно, около 8 ч. утра немцы повели наступление двумя-тремя ротами, но мы, перейдя на поражение частым огнём, загнали их в окопы. Об этом я донес в Штаб полка. Телефон еще действовал. К 10 ч. утра обе мои телефонные линии были перебиты, телефонисты также переранены или убиты и связь поддерживалась людьми... но мало кто возвращался. Около часу дня я получил письменное приказание отойти к Штабу полка в д. Венец, но выполнить этот отход днем, на виду у немцев было не так-то легко. (Примечание Р. К.: Артиллерийский огонь в этот момент достиг наивысшего напряжения и из д. Венец жутко было смотреть, что творилось в III б-не). 9 и 10 ротам, около которых я находился, я отдал приказание об отходе лично сам, а в 11 роту, что была дальше на левом фланге, я послал приказание начать отход, прикрываясь деревней. Сам я хотел итти с 10 ротой, так как в (ней не было офицера: Командир роты Шт. Кап. Крупович был ранен на моих глазах и был эвакуирован; но в это время прибежал гренадер из 11 роты и доложил, что немцы так близко насели, что им нельзя высунуться. Тогда я решил пойти туда сам, и вот, когда я подбегал к окопу 11 роты, пуля ударила мне в грудь, я упал и на момент лишился сознания. Очнувшись и открыв глаза, я увидел окоп и гренадер 11 роты. Я дошел до окопа, узнал, что командир находится на левом фланге и начал пробираться туда. Но итти было очень трудно. Солдаты решили меня перевязать, сняли с меня оружие, амуницию... В это время я заметил, что немцы очень близко и, боясь остаться, приказал бросить перевязку и нести меня назад. Но носилок не оказалось, их разбило снарядом, тогда два гренадера взяли меня под руки и повели. Пройдя шагов 100 – 150 я стал задыхаться; тогда фельдфебель 11 роты Подпрапорщик Бондаренко взял меня на спину и потащил, но мне сделалось очень плохо, его мешок на спине давил мне простреленную грудь, мне трудно было дышать. Тогда я начал просить меня бросить. Но было уже поздно. Немцы уже подбегали к нам... Один из тех гренадер, что вел меня -- был убит и лежал подле, что было с другим не видел. (Примечание Р.К.: Другой прибежал в Штаб полка и все доложил Командиру полка). Помню как немец навел на меня винтовку и кричал, чтобы я шел назад. Я распахнул шинель и показал залитый кровью левый бок, но он стоял на своем, тогда я поднялся и пройдя несколько шагов сел опять не мог итти. В этот момент поравнялась со мной сомкнутая немецкая часть с офицером впереди. Последний, увидя меня, приостановился, крикнул санитара и приказал меня перевязать"... - СЛОВО сказанное командиром кадра полка А. Г. Кузнецовым в день ТРЕХСОТЛЕТНЕГО ЮБИЛЕЯ 29 июня 1942 года в Париже. На меня, как на старшего Лейб-Эриванца и командира кадра полка выпала почетная задача, сегодня, перед Вами, господа, отметить знаменательную дату: трехсотлетнюю годовщину основа-ния Лейб-Эриванского полка. Задача столь же почетная, как и трудная. Что можно сказать в нескольких словах о полке, прожившем 300 лет?! Какую сторону деятельности полка отметить?! Что опустить?! Что важно отметить именно сегодня, когда мы стоим перед каким-то рубежом, проникнуть за который никому не дано, а наше будущее, будущее России и нашего полка, представить себе еще труднее, поэтому как-то невольно в такой момент стараешься найти в нашем прошлом — указания на будущее. Не даром мы прожили 300 лет и являемся обладателями такой истории, какой нет ни у одного полка Российской Императорской Армии. В нашей истории есть места, на которых интересно остановиться, именно в связи с переживаемыми событиями. Жизнь нашего полка на протяжении 300 лет не раз висела на волоске и его история могла прерваться и не дожить до 300-летнего юбилея. В 1805 году мы были Егеря под № 17 и больше ничего. Полк не имел даже знамени и история его никого еще не интересовала, так как в 1784 году, всего за 21 год перед тем, одним росчерком пера, славный предок наш Бутырский полк, был переформирован в Егерский Корпус и драгоценная нить истории, значения которой тогда явно не сознавали в наших верхах, таким образом, оборвалась, затерявшись в различных архивах. Так вот, в 1805 году, когда полк находился в военных действиях против персиян, случился эпизод, когда, вообще говоря, Эриванцев, в их последующем виде, могло и не быть, потеряй они тогда бывшие при них два орудия 7 Артиллерийского полка. Путь от крепости Шах-Булаха к замку Мухрат, преграждала глубокая промоина, которая грозила погубить не только остатки отряда Карягина, но и пресечь нашу историческую известность. Нас спас своей верностью долгу и своей находчивостью рядовой Гаврила Сидоров. Это он, проложив "живой мост", не дал порваться нити, идущей к нам из глубины нашей истории, возбудив интерес к полку, воспитавшему такого солдата, который даже в ту воинственную эпоху, полную подвигов, сумел поразить воображение своих современников. Это рядовой Гаврила Сидоров вывел нас на широкую историческую дорогу. Уже в 1816 году, при переформировании 17 Егерского полка в 7 Карабинерный, в приказе по армии сказано: "Из Егерских полков, так как: 17 Егерский оказал всех более отличных подвигов против неприятеля в здешнем краю, то оный, на основании Высочайшего повеления производится в Гренадерские и именоваться ему впредь — 7 Карабинерным. С этого момента мы на виду. Лишь сто лет тому назад, в 1842 году, Император Николай I, понимавший воспитательное значение истории, впервые указал на славную кровную связь Бутырцев и Карабинер, которые славу, Бутырским полком приобретенную, постоянно поддерживали... а Бутырский полк по словам той же Высочайшей грамоты, постоянно отличался мужеством и храбростью в делах с врагами отечества и стяжал неувядаемую славу в дни побед Полтавской и Кагульской. С этого момента, а особенно с 14 ноября 1850 года, когда Государю Императору Николаю I благоугодно было назначить шефом Эриванского Карабинерного полка Наследника Цесаревича, будущего Императора Александра II, Эриванский полк неизменно отличается своими Государями за верную и доблестную службу Престолу и Отечеству. Императоры Александр II, Александр III, Николай II и Наследник Цесаревич Алексей Николаевич, последовательно состоят в списках полка и Шефство царствующего Императора становится как бы традиционной привилегией полка. Эта привилегия полка не являлась, однако, результатом случайных милостей Монархов, но она была награждением полка за его непрерывные подвиги. Время не позволяет описать хотя бы особо выдающиеся эти подвиги Бутырцев, Егерей, Карабинеров-Эриванцев, но достаточно будет их напомнить и упомянуть имена ряда выдающихся их командиров и офицеров, чтобы сразу воскресить всю историю нашего полка — настолько общеизвестны каждому русскому человеку названия сражений, участниками которых был полк и имена его командиров. На заре своей жизни Бутырцы имели своим командиром-шефом ген. Гордона и под его начальством участвовали в походах на Крым, поддержали Петра Великого в его борьбе с Царевной Софией, отличались под Азовом и подавили восстание в 1698 году в отсутствие Царя Затем под начальством кн. Солнцева-Засекина полк покрыл себя неувядаемой славой в Полтавском сражении. В царствование Императриц Анны Иоановны и Елизаветы Пет-ровны Бутырский полк участвовал со всей доблестью во всех войнах. В Семилетней войне Бутырцы проявили свои выдающиеся боевые качества при Грос-Егерсдорфе и Цорндорфе, а при Екатерине Великой в Ларго-Кагульской операции. В 1783 году Бутырский полк направляется на Кавказ, где он поступает в распоряжение Суворова и где он блестяще участвует в разгроме Ногайцев на Кубани. Уже в составе Егерей Кубанского Корпуса, полк, под новым наименованием, участвует во взятии Дербента и Ганджи. Под наименованием 18 Егерского полк переваливает Кавказский хребет и вступает в Грузию для её защиты. В битве на р. Иоре, он на голову разбивает лезгин. Тут впервые в официальных документах появляются имена блестящих однополчан Карягина и Котляревского. Здесь же зарождается вековая доблесть и слава Кавказской Армии. Под именем 17 Егерского, в начале XIX столетия, под командой Карягина, полк оказал одни из самых блестящих подвигов своей трехвековой истории. Участие во взятии Ганджи, в боях под Аскераном, при штурме Шах-Булаха и в бою под Загамом, а после кончины Карягина, при штурме Мигры, в сражении под Асландузом и при взятии Ленкорани — все это главы самых блестящих подвигов в рядах Кавказских войск, среди которых Егеря под № 17 занимают первое место. В Персидскую войну 1826-28 годов, под названием 7 Карабинерного, полк доблестно участвует в Елизаветпольском сражении, при атаке Сардар-Абада и во взятии Эривани. В воздаяние его подвигов в эту кампанию, полку Высочайше поведено, приказом от 29 октября 1827 года, именоваться Эриванским. Затем, Эриванцы проявляют свои исключительные боевые качества в войне с Турцией в 1828-29 годов, при взятии Карса, в сражении под Ахалцыхом, у Бардуза, у Каинлы и при покорении Эрзерума. В 1830 году Эриванцы участвуют в борьбе с мюридизмом, берут Закаталы, Гимры, Елису и штурмуют аул Салты. В Восточную войну Эриванцы блестяще дерутся под Баяндуром, Баш-Кадыкляром, Кюрук-Дара и при штурме Карса. Исключительные по своей доблести действия полка в эту кампанию дали ему высокие Георгиевские награды на знамёна и наименование Лейб-Гренадерского. Затем опять начинается борьба с мюридами при участии полка в штурме Китуры и при пленении Шамиля на Гунибе. В войну с Турцией 1877—78 годов Эриванцы блестяще штурмуют Ардаган. Карс, дерутся под Аравартаном, на Аладже, под Авлиаром и занимают Эрзерум. За их доблестные действия они получают опять Георгиевское знамя 4 батальону и Георгиевские петлицы. В Ахал-Текинской экспедиции полк участвует одним батальоном и на другой окраине России пронес своё блестящее имя в боях у Ден-гли-Тепе. В Русско-Японскую воину полк дал одну роту. Три доблестных Эриванца погибли смертью храбрых в боях в эту кампанию. Наконец, в Великую войну Эриванцы были направлены на Западный фронт и участвовали в ней до самого конца, а затем потянулись и в Белую Армию. Нам, участникам этих войн, не подобает оценивать нашу боевую деятельность за этот период нашей истории, но мы не можем не вспомнить наших 54 офицеров и несколько тысяч гренадер, павших во славу родного полка. Наш трехсотлетний юбилей, доживи мы до него в нормальных условиях, праздновался бы на виду у всей России. Рухнул Трон, рухнула Россия и мы, осиротевшие, потерявшие в боях и застенках Чека столько братьев, мы, Эриванцы, последняя горсть людей, сумели гордо пронести имя полка и в огне Гражданской войны и в тяжелой эмигрантской скитальческой жизни. Но теперь, как и прежде, со словами полковой песни "с бодрым духом, Эриванцы, сомкнем штыки", проникнемся до конца своей миссией. Ведь все те качества, носителями которых мы являемся, не преходящи — к ним тянутся возвышенные души. Во все времена, у всех народов доблесть, храбрость, верность и самопожертвование считались качествами абсолютной ценности. Эриванцы всегда были верны России и Династии, создавшим полк и его возвеличившим. Наша история — история войн России на всех её границах, за все время существования Российской регулярной армии. Вот почему мы можем верить в возможность перейти и через новый ров, вырытый Божественным Промыслом на нашей исторической дороге. Нас уже нельзя "зачеркнуть" одним росчерком пера, — за нами наша история. Мы не можем затеряться, как затерялись списки Бутырцев и Егерей в Моздокском и Георгиевском архивах, ибо мы живы и в нас живет седой, увенчанный ТРЕХСОТЛЕТНЕЙ славой — наш полк. Мы донесли в сохранности все, что вверила нам наша история и поэтому мы вправе верить, что еще на нашей жизни увидим, как потянутся к нам с "того берега" молодые героические души, чтобы воспринять от нас донесенное нами духовное сокровище. Лейб-эриванцы в Великой войне. |